# Horebe

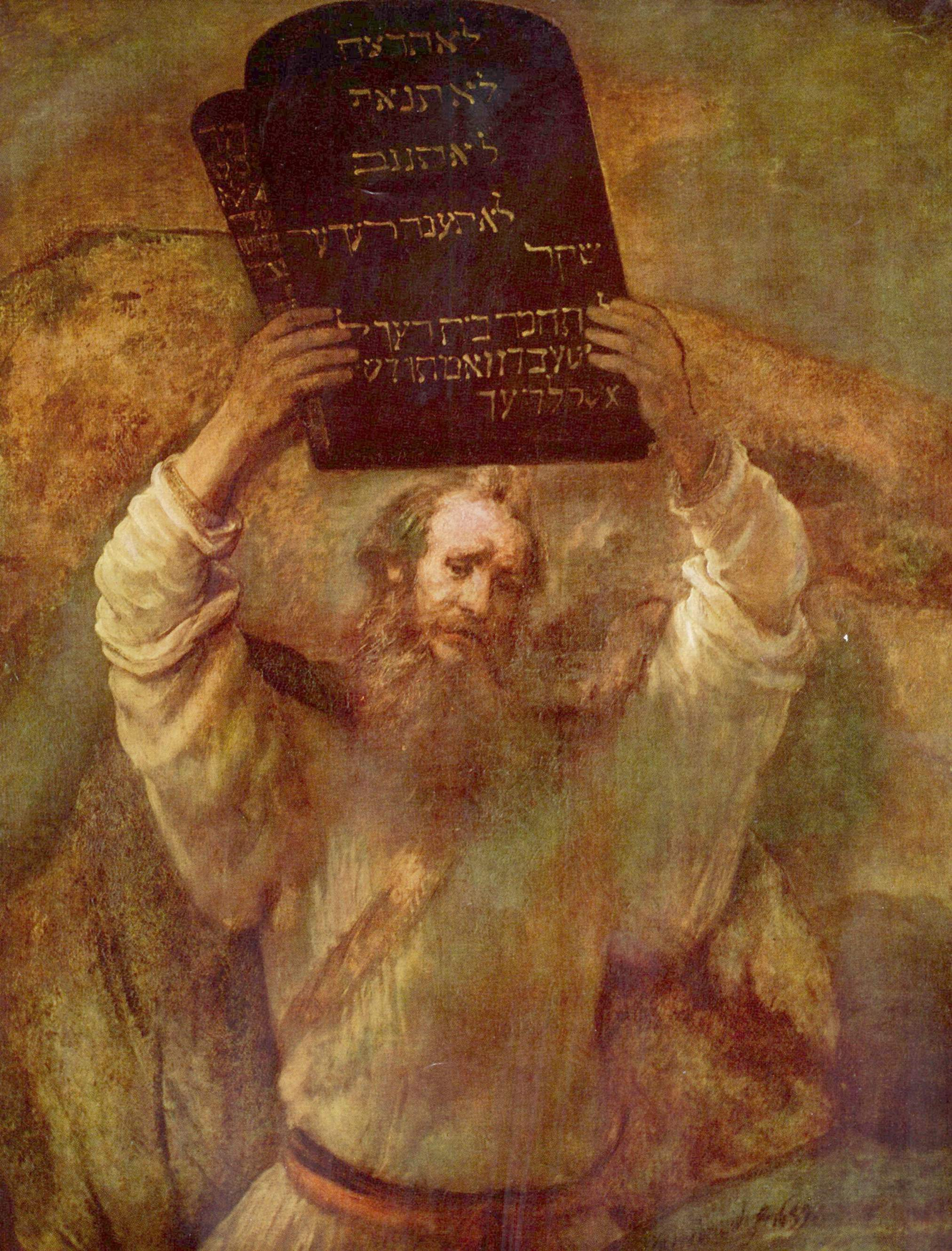
Moisés com as Tábuas dos Dez Mandamentos, pintura de Rembrandt (1659).

O Monte Horebe ou Monte de Deus (em hebraico: חֹרֵב, em Grego na Septuaginta: χωρηβ, em Latim na Vulgata: Horeb) é a montanha em que o livro de Deuteronômio na Bíblia hebraica diz que os Dez Mandamentos foram dados a Moisés por Deus. Ele é descrito em dois lugares (Êxodo 3:1 e I Reis 19:8) como הַר הָאֱלֹהִים a Montanha de Deus. A montanha também é chamada de Montanha de Yhwh.
Em outras passagens bíblicas, esses eventos são descritos como tendo acontecido no Monte Sinai, mas apesar de Sinai e Horebe serem muitas vezes considerados como tendo sido nomes diferentes para o mesmo lugar, há um corpo de opinião de que eles podem ter sido localizações diferentes.

## Localização

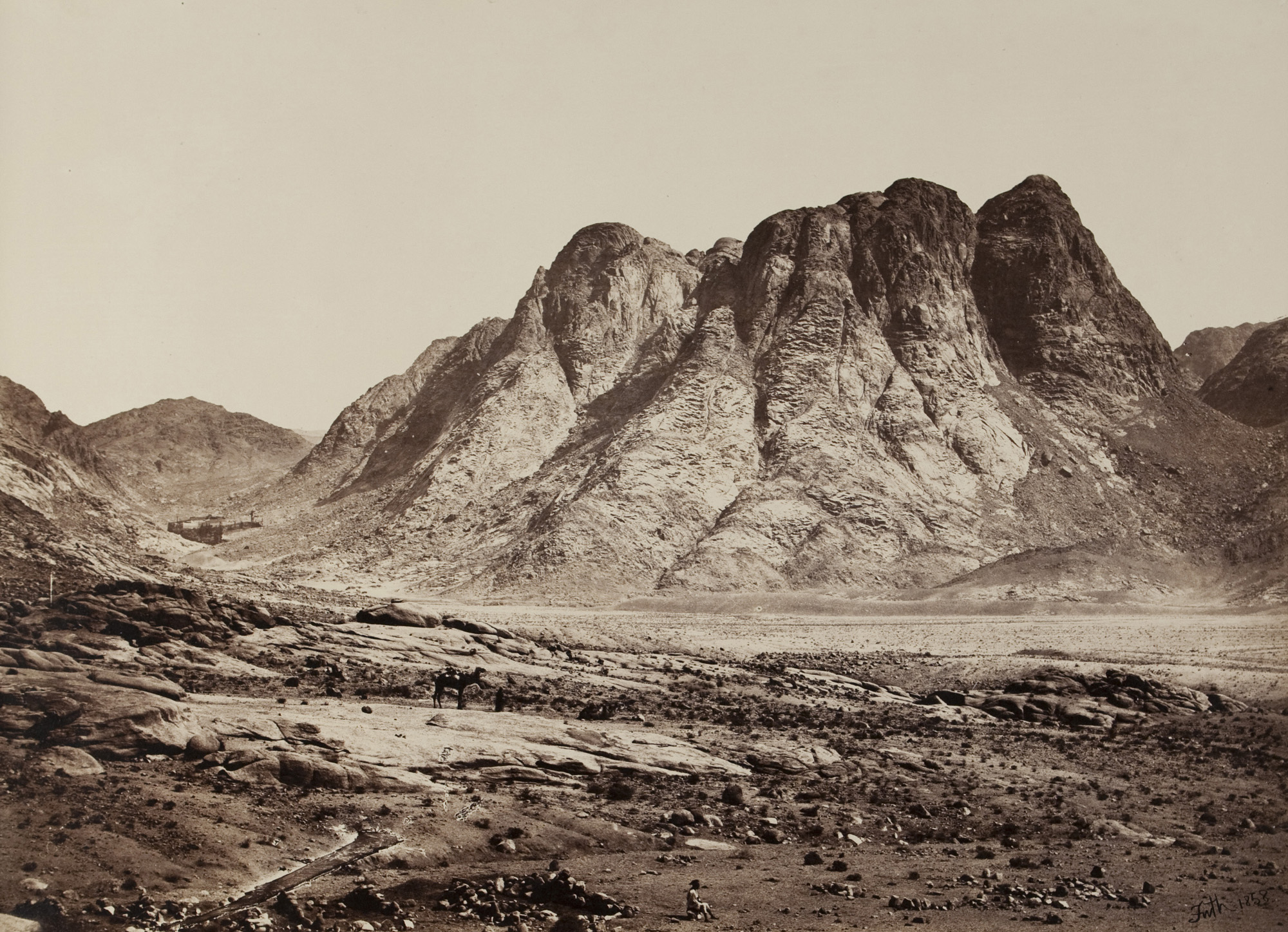
Montanha na Península do Sinai identificada por Francis Frith como Horebe

A localização de Horebe é desconhecida. Estudiosos judeus e cristãos avançaram em opiniões diferentes quanto ao seu paradeiro desde os tempos bíblicos. Elias é descrito em I Reis 19:8 como viajando até Horebe, de uma forma que implica que a sua posição era familiar, quando o que foi escrito, mas não há referências bíblicas que definem qualquer uma posteriormente.